# Bošković
Prezime Bošković je prezime slavensko-kršćanskog podrijetla, patronim nastao od imena Boško, koje je umanjenica od imena Božidar, "Božji dar".
Prezime se javlja kod Hrvata, kod Crnogoraca i kod Srba, ali nisu ni u kakvom srodstvu. Kod Hrvata se javlja u više krajeva: u istočnoj Hercegovini, u Dubrovniku, na Biokovu, na Braču, na Pagu i dr.
Poznati hrvatski pripadnici nositelji prezimena Bošković:
- Ruđer Bošković
- Robert Bošković

- Alen Bošković

- Anica Bošković

- Arsen Bošković
- Baro Bošković

- Danijel Bošković

- Drago Bošković
- Goran Bošković
- Hamilkar Bošković

- Hijacint Ante Bošković
- Lea Bošković
- Magda Bošković
- Maja Bošković-Stulli
- Marko Bošković

- Miho Bošković

- Miroslav Bošković

- Nikola Bošković

- Stephen Boskovich, osnivač Boskovich Farmsa
- Zdenko Bošković